# Andrea Neil
Andrea Neil (* 26. Oktober 1971 in Vancouver, British Columbia) ist eine ehemalige kanadische Fußballspielerin und -trainerin. Sie spielte 16 Jahre in der kanadischen Fußballnationalmannschaft im Mittelfeld, war vom 30. August 2007 bis 20. Februar 2010 Rekordnationalspielerin ihres Landes und nahm als erste Kanadierin an vier Fußball-Weltmeisterschaften teil, bei denen sie einmal den vierten Platz erreichten.

## Karriere

### Verein
Zwischen 1989 und 1995 spielte sie für das Team der University of British Columbia und anschließend für die Vancouver Whitecaps Women, mit denen sie 2006 und 2008 Meister der USL First Division wurde. Am 3. Dezember 2007 beendete sie ihre Karriere als All-Time Leader bei Vorlagen (22 Assists), Spielminuten (6.066) und Spielen (69) und wurde 2011 als erste weibliche Fußballspielerin in die Hall of Fame des kanadischen Sports aufgenommen.

### Nationalmannschaft
Ihr erstes A-Länderspiel machte sie mit 19 Jahren am 19. April 1991 beim 9:0 gegen Jamaika beim CONCACAF Women’s Championship 1991, als sie beim Stand von 5:0 eingewechselt wurde. Es blieb ihr einziges Spiel bei diesem Turnier, bei dem die Kanadierinnen die Qualifikation für die erste offizielle WM der Frauen verpassten. Auf ihr zweites Länderspiel musste sie dann mehr als zwei Jahre warten: am 14. Juni 1993 wurde sie beim Columbus Cup zur zweiten Halbzeit des Spiels gegen die USA beim Stand von 0:3 eingewechselt. Sie konnte dem Spiel aber keine Wende geben; im Gegenteil – ihre Mannschaft verlor mit 0:7. Eine Woche später stand sie dann beim 0:3 gegen die USA erstmals in der Startelf. Es folgte erneut eine Länderspielpause von 10 Monaten, in der sie bei den CONCACAF Women’s Championship 1993 nicht zum Einsatz kam.
Ihr erstes Länderspieltor erzielte sie am 13. August 1994, als sie gegen Jamaika das Tor zum 7:0-Endstand im ersten Spiel der CONCACAF Women’s Championship 1994 erzielte. Bei dem Turnier qualifizierten sich die Kanadierinnen für die WM 1995, bei der sie in den drei Gruppenspielen eingesetzt wurde, mit ihrer Mannschaft aber nach der Vorrunde ausschied und damit auch das erste olympische Fußballturnier der Frauen bei den Olympischen Spielen in Atlanta verpasste. Nach der WM war sie zunächst Stammspielerin, wurde aber 1998 nicht eingesetzt und damit auch nicht bei den CONCACAF Women’s Championship 1998, die Kanada in Abwesenheit der USA gewann und sich damit für die WM 1999 qualifizierte. Kurz vor der WM kam sie dann wieder zu einem Einsatz und bestritt bei der WM auch zwei Gruppenspiele, bei der die Kanadierinnen erneut die K.-o.-Runde und damit die Qualifikation für das zweite olympische Fußballturnier der Frauen bei den Olympischen Spielen in Sydney verpassten. Nach der WM war sie dann wieder Stammspielerin und nahm mit Kanada erstmals 2000 am Algarve-Cup teil, bei dem im ersten Spiel die spätere Rekordnationalspielerin und Rekordtorschützin Christine Sinclair zu ihrem ersten Länderspiel kam.
Im selben Jahr wurde sie beim CONCACAF Women’s Gold Cup 2000 Vierte. Zwei Jahre später reichte es dann beim CONCACAF Women’s Gold Cup 2002 zum zweiten Platz, als sie im Finale den USA nur durch Golden Goal unterlagen, womit sich die Kanadierinnen für die WM 2003 qualifizierten. Zuvor gelang ihr beim Algarve-Cup 2002 am 1. März 2002 gegen Schottland ein „lupenreiner“ Hattrick, als sie in der 18., 24. und 31. Minute die drei Tore zum 3:0-Sieg erzielte. Es blieb ihr einziger Dreierpack im Nationalteam. Bei der WM erreichte sie mit Kanada das Spiel um Platz 3, verlor dieses aber gegen die USA mit 1:3. Der vierte Platz ist aber die bisher beste Platzierung der Kanadierinnen bei Weltmeisterschaften. Die Qualifikation für das olympische Fußballturnier der Frauen bei den Olympischen Spielen in Athen verlief dagegen enttäuschend: Beim Qualifikationsturnier verloren sie im Halbfinale zum bisher einzigen Mal gegen Mexiko, so dass die Mexikanerinnen statt der Kanadierinnen nach Athen fuhren und dort ohne ein Spiel zu gewinnen immerhin das Viertelfinale erreichten. Am 21. April 2005 machte sie dann als zweite Kanadierin ihr 100. Länderspiel. Beim CONCACAF Women’s Gold Cup 2006 wurde sie zwar nur zweimal eingewechselt und musste sich mit ihrer Mannschaft im Finale erst in der Verlängerung den USA geschlagen geben, qualifizierte sich aber für die WM 2007. Vor der WM nahm sie mit der A-Nationalmannschaft erstmals an den Panamerikanischen Spielen 2007 teil, bei denen sie sich im Spiel um Platz 3 an den Mexikanerinnen revanchieren konnten. Im letzten Testspiel vor der WM löste sie am 30. August 2007 mit ihrem 131. Länderspiel Charmaine Hooper als kanadische Rekordnationalspielerin ab. Bei der WM bestritt sie dann nur noch ein Spiel, als sie im zweiten Gruppenspiel am 15. September 2007 gegen Ghana sechs Minuten vor dem Spielende beim Stand von 4:0 eingewechselt wurde. Es war ihr letztes Länderspiel. Immerhin war sie damit die erste Kanadierin, die bei vier Weltmeisterschaften eingesetzt wurde. Mit ihren 132 Länderspielen blieb sie bis zum 20. Februar 2010 Rekordnationalspielerin und wurde dann von der derzeitigen Rekordnationalspielerin Christine Sinclair abgelöst.

### Trainerin
Bereits während ihrer aktiven Zeit war sie von 1997 bis 1999 Assistenztrainerin des UBC Thunderbirds Women’s Team. Von 2004 bis 2006 war sie Assistenztrainerin der Vancouver Whitecaps Women und Mädchen-Cheftrainierin ihrer Jugendakademie. Im April 2009 erwarb sie die „USSF National “B” Coaching License“ und im Juli 2010 die „UEFA Coaching A License.“ Nach ihrer aktiven Zeit war sie von 2009 bis 2011 unter Carolina Morace Assistenztrainerin der Nationalmannschaft. In dieser Zeit gewannen die Kanadierinnen zweimal den Zypern-Cup (2010, 2011), einmal das Vier-Nationen-Turnier in Brasilien und den CONCACAF Women’s Gold Cup 2010, durch den sich die Kanadierinnen für die WM 2011 qualifizierten. Bei der WM lief es aber nicht so gut, die Kanadierinnen scheiterten in der Vorrunde als schlechteste Mannschaft und Morace trat als Trainerin zurück. Neil wurde dann als Cheftrainerin wieder für die University of British Columbia tätig. Im November 2014 gab sie den Posten aber auf um eine neue Aufgabe zu übernehmen.

## Erfolge
- CONCACAF Women’s Championship: Sieger 1998, Zweiter 1991, 1994
- CONCACAF Women’s Gold Cup: Zweiter 2002, 2006
- USL-First-Division-Meister 2006 und 2008
- Panamerikanische Spiele 2007: Bronzemedaille

## Auszeichnungen
- 2001: Fußballerin des Jahres in Kanada
- 2007: Nominierung für das Spiel der „FIFA Women’s World Stars“ im April gegen die Chinesische Fußballnationalmannschaft der Frauen aus Anlass der Gruppen-Auslosung für die WM 2007 und Einwechslung zur zweiten Halbzeit.[8]
- 2009: Aufnahme in die UBC Sports Hall of Fame[9]
- 2011: Aufnahme in die Canada’s Sports Hall of Fame (als erste weibliche Fußballspielerin)[10]
- 2012: Aufnahme in die All-Time Canada XI[11] und Top-30-Women-Players[12]
- 2012: Aufnahme in die Soccer Hall of Fame[13]
- 2012: Aufnahme in die BC Sports Hall of Fame[14]